# ヴァツワフ・ピョトル・ジェヴスキ
ヴァツワフ・ピョトル・ジェヴスキ（ポーランド語:Wacław Piotr Rzewuski、1706年10月29日 - 1779年10月27日）は、ポーランド・リトアニア共和国の劇作家、詩人、また王冠領大ヘトマンを務めた軍事指導者。有力マグナートの一人で、共和国の行政機関で多くの要職を歴任した。

## 生涯
1732年より王冠領野戦書記官、1736年から1750年、および1756年から1762年までポドレ県知事を務めた。1735年には白鷲勲章を授与されている。また1732年、チェルニフフ県知事ユゼフ・ルボミルスキ公の娘アンナ（スタニスワフ・ルボミルスキの姉）と結婚した。ジェヴスキは武勇に秀で、1752年より王冠領野戦ヘトマンの地位についた。さらに幾つかの都市の城代職も兼ねるジェヴスキは、ワルシャワ宮廷における有力政治家であった。彼は1764年のセイムで自由拒否権の存否に関する議論が持ち上がると、拒否権の主要な擁護者として活動し、改革者スタニスワフ・コナルスキと論争を展開した。
1767年、ロシア大使ニコライ・レプニン公がロシア軍に議場を包囲させて、いわゆるレプニン議会を開催すると、ジェヴスキはこれに猛反発したために、末息子のセヴェリンおよび彼と一緒にロシアに反抗したユゼフ・アンジェイ・ザウスキおよびカイェタン・ソウティクとともに拉致され、カルーガの監獄に収監された。1773年4月に釈放されたジェヴスキは、その功績と苦労をねぎらわれて共和国軍の総司令官である王冠領大ヘトマンに任じられたが、その年の11月には同職を退いた。
その後、1778年にクラクフ城代およびクラクフ県知事となった。亡くなるまでに、ジェヴスキはヘウム、ウワヌィ、ロマヌフ、ドリナ、ドロホブィチおよびクルシュフィツァの代官職を得ていた。
作家として、ジェヴスキは多くの古典主義喜劇、およびスタニスワフ・ジュウキェフスキの伝記作品（1758年）を含む数本の悲劇を執筆した。また多くの詩を発表し、1762年には詩に関する手引書『詩学』を出版した。1962年には彼の全著作集が出されている。
娘マリア・ルドヴィカはヤン・ミコワイ・ホトキェヴィチと結婚した。